# Familia Tereshchenko
Los miembros de la familia Tereshchenko han alcanzado relevancia en Ucrania y en el resto del mundo como empresarios, emprendedores, filántropos y terratenientes, desde el siglo XVIII. La familia tiene raíces cosacas y procede de la ciudad de Hlújiv (actual región de Sumy), antigua residencia de los hetmanes de Ucrania de la Margen Izquierda. 

## Historia
El primer comerciante de la familia ser elevado a la nobleza hereditaria del Imperio ruso fue Artemy Tereshchenko, mediante un decreto real del 12 de mayo de 1870 por méritos especiales y como recompensa a su caridad. Sus tres hijos, Nicola, Theodore y Simon, ayudaron a dirigir su negocio.
Durante más de medio siglo, la familia Tereshchenko, Nicola y Theodore, así como sus hijos - Alexander, Ivan, Varvara, Theodore, Nadezhda y otros se dedicaron a actividades de caridad, donando a Ucrania numerosos edificios, instituciones culturales y educativas, así como colecciones de arte, ahora conservadas en museos de Kyiv, que fueron establecidos por miembros de la familia.  A principios del siglo XX, una de las mayores empresas azucareras de la región suroeste fue la "Asociación de refinerías y fábricas de azúcar de los Hermanos Tereshchenko", fundada en 1870 por Nicola, Theodore y Simon Tereshchenko con un capital inicial de 3 millones de rublos. Con el tiempo, la empresa familiar alcanzó una facturación anual de 12 millones de rublos y tuvo acceso independiente al mercado europeo. 

## Miembros
Los miembros de la familia incluyen:
- Artemy Tereshchenko (1794-1873), empresario ucraniano, terrateniente y fundador de fábricas de azúcar.
  - Mikola Tereshchenko (1819–1903), filántropo ucraniano, hijo de Artemiy
    - Varvara Tereshchenko (1852-1922), filántropa, casada con Bogdan Khanenko (1848-1922), coleccionista de arte, cofundador del Museo de Arte Occidental y Oriental de Kyiv.
    - Ivan Tereshchenko (1854-1903), pintor, hijo de Nikola.
      - Mykhailo Tereshchenko (1886-1956), ministro de Asuntos Exteriores del Gobierno Provisional Rusoe hijo de Iván
        - Petro Tereshchenko (1919-2004), hijo de Mykhailo Ivanovych Tereshchenko, químico.
          - Michel Tereshchenko, (n. 1954; Michel Tereshchenko) nieto de Mykhailo, nacido en Francia, hijo de Petro Mykhailovych Tereshchenko. Se convirtió en ciudadano ucraniano en marzo de 2015 después de vivir en Ucrania durante más de una década, [3] y fue elegido alcalde de Hlújiv en octubre de 2015. [4]
          - Michel Tereshchenko, (n. 1956; Michel Terestchenko) nacido en Francia e Inglaterra, nieto de Mykhailo, hijo de Ivan Mykhailovych Tereshenko, filósofo y profesor universitario.
          - Ivan Tereshchenko, (n. 1958; Ivan Terestchenko) nacido en Francia e Inglaterra, nieto de Mykhailo, hijo de Ivan Mykhailovych Tereshenko, fotógrafo, artista plástico.
          - Alexandra Tereshchenko, (n. 1964; Alexandra Terestchenko) nacida en Francia e Inglaterra, nieta de Mykhailo, hija de Ivan Mykhailovych Tereshenko, murió en Lausana en 1982.

  - Fyodor Artemyevich Tereshchenko (1832–1894), cuya colección sirvió de base para el Museo Nacional de Arte de Ucrania
    - Fyodor Fyodorovich Tereshchenko (1888–1954), constructor de aeronaves y escritor, hijo de Fiódor Artemievich. Estuvo casado con Beatriz, condesa von Keyserlingk.